# Duane Michals
Duane Michals (McKeesport, 18 febbraio 1932) è un fotografo statunitense.
Dalla metà degli anni sessanta del XX secolo, Michals affianca alla propria attività commerciale un lavoro personale rivolto all'esplorazione dell'emotività umana, del mondo interiore, attraverso varie forme di manipolazione del linguaggio fotografico quali sequenze narrative, esposizioni multiple ed interventi manuali di tipo pittorico e grafico.

## Biografia
Michals è cresciuto a McKeesport, in Pennsylvania. Nel 1953 si è laureato presso l'Università di Denver. Dal 1956 studia alla Parsons School of Design di New York non completando gli studi. Nel 1958 durante una vacanza in URSS scopre il proprio interesse per la fotografia.
Rientrato a New York, lavora come fotografo freelance per riviste come Esquire, Mademoiselle e Vogue. Parallelamente svolge la propria attività in ambito non commerciale. Ottiene la prima mostra personale alla Underground Gallery di New York nel 1963, dove espone tra l'altro le fotografie scattate in Russia. Da sempre interessato al mondo dell'immaginazione esegue i ritratti degli artisti più amati come René Magritte e Balthus. Non avendo un proprio studio, fotografa le persone nel loro ambiente quotidiano, entrando così in contrasto con il metodo di altri fotografi dell'epoca come Richard Avedon e Irving Penn. I ritratti eseguiti tra il 1958 e il 1988 sono stati raccolti e pubblicati nel volume dal titolo Album 1958-1988: The Portraits of Duane Michals.
A metà degli anni '60 iniziano le sperimentazioni che lo porteranno sempre più lontano dalla fotografia diretta: sovrimpressioni, doppie esposizioni, sequenze narrative, lunghe esposizioni. A metà degli anni '70 inizia ad inserire testi manoscritti ai margini delle proprie sequenze che si fanno col tempo sempre più elaborate fino a raggiungere la dimensione di libri fotografici. A metà degli anni '80 inserisce disegni e interviene pittoricamente sulle immagini.
Il lavoro di Michals è influenzato da artisti come William Blake e René Magritte, i temi affrontati derivano da esperienze emotive personali, piccoli drammi umani talvolta surreali, i sogni, la memoria, la condizione dell'essere umano. Di fronte all'impossibilità del mezzo fotografico di registrare qualcosa che vada oltre l'apparenza Michals ne forza il linguaggio mettendo in scena e fotografando storie poi presentate attraverso piccole sequenze narrative. I contesti sono strade cittadine o stanze vuote. Il tempo è quasi sempre lineare, anche quando l'azione ha carattere onirico; solo in alcuni casi, Things are queer e Alice's Mirror, rispettivamente del 1973 e 1974, l'apparente sequenza cronologica si rivela una sorta di mise en abyme di matrice surrealista. La scrittura viene usata inizialmente per inserire il titolo sulla prima immagine della sequenza, col tempo diviene mezzo ulteriore per supplire alle mancanze del medium, per espanderne le possibilità, accrescendo allo stesso tempo il carattere intimistico dell'operazione.
Nel 1970 le sue opere vengono esposte al Museum of Modern Art (MoMA) di New York. Nel 1977 partecipa a Documenta 6.
Nel 1979 partecipa come Insegnante alla manifestazione, organizzata dall'UNESCO e dall'international Center of Photography di Ny, con un corso su fotografia e visione interiore.
Tra i lavori di natura commerciale, la commissione ufficiale da parte del governo messicano per le riprese fotografiche dei Giochi Olimpici del 1968 a Città del Messico la copertina dell'album Synchronicity dei Police nel 1983 e quella di Clouds Over Eden di Richard Barone nel 1993.